# Ubuntu Touch
Ubuntu Touch è una versione di Ubuntu ottimizzata per gli smartphone ed i tablet. Il progetto fu originariamente presentato da Canonical il 2 gennaio 2013 per gli smartphone, e il 19 febbraio 2013 per i tablet. A seguito dell'abbandono da parte dell'azienda nel 2017, lo sviluppo ora prosegue per mano della comunità di UBPorts e di UBPorts Foundation. Il progetto UBPorts venne creato da Marius Gripsgard nel 2015 e il codice del sistema trasferito nella fondazione UBPorts. La missione di UBPorts è quella di supportare lo sviluppo collaborativo di Ubuntu Touch e di promuoverne l'adozione come OS alternativo e Open Source.

## Storia
Il 7 febbraio 2013 Canonical dichiarò che il primo smartphone con Ubuntu Touch sarebbe stato pubblicato in ottobre 2013.. È stato inoltre dichiarato che il sistema è progettato in modo da non fare completo affidamento sulla macchina virtuale Java, com'è invece per Android, anch'esso sviluppato a partire dal kernel Linux.
Il 17 ottobre 2013, in contemporanea con l'edizione desktop, esce Ubuntu Touch 13.10, la prima versione stabile.
Il 9 febbraio 2015 Canonical ha annunciato il lancio del primo smartphone ufficialmente equipaggiato con Ubuntu Touch, prodotto dall'azienda spagnola Bq e denominato Aquaris E4.5 Ubuntu Edition. In seguito si sono aggiunti l'Aquaris E5 Ubuntu Edition, il Meizu M4 Ubuntu Edition, il Meizu Pro5 Ubuntu Edition.
Canonical ha dichiarato tramite il suo fondatore Mark Shuttleworth che dal 5 aprile 2017 non distribuirà più le major release (arrivata alla 16.04 dopo le precedenti 15.10, 15.04, 14.10, 14.04 e 13.10) ma solo i bug fix e le patch di sicurezza fino a giugno e al termine del 2017 l'Ubuntu app store verrà chiuso.
Nell'aprile 2017, il progetto è stato preso in mano dalla comunità UBPorts. Il supporto ai dispositivi originariamente distribuiti con Ubuntu Touch resta invariato. La disponibilità di Ubuntu Touch è stata tuttavia estesa ad ulteriori smartphone.

## Caratteristiche
Il sistema operativo mantiene tutte le caratteristiche della controparte desktop. L'interfaccia grafica è una riscrittura di Unity, basata su Mir e Qt 5, concepita per adattarsi a diversi form factor. Il layout è il medesimo, caratterizzato da una barra verticale posta sul lato sinistro dello schermo (per l'accesso rapido alle applicazioni), ed una barra di stato superiore.
Disponibile in oltre 40 lingue, il sistema ha la particolarità di non presentare controlli di navigazione a schermo. Analogamente a SailfishOS, o come più recentemente visto su iPhone X, la navigazione avviene mediante gesture eseguite in prossimità dei bordi dello schermo. Per vedere le applicazioni in esecuzione è sufficiente far scorrere il dito dal bordo destro, mentre con un'azione di scorrimento dal bordo sinistro è possibile ritornare alla schermata principale. Il bordo inferiore, infine, è dedicato ad azioni contestuali ed è personalizzabile a discrezione degli sviluppatori di terze parti.
Un ulteriore elemento distintivo della piattaforma è l'estrema adattabilità alle più diverse periferiche di input. L'interfaccia grafica è stata infatti progettata per essere utilizzabile sia attraverso il touch screen, sia con mouse e tastiera. È possibile inoltre, qualora il dispositivo supporti lo standard Miracast, il collegamento ad un monitor esterno, fornendo così una esperienza utente del tutto simile a quella disponibile sui più classici sistemi desktop. Questa funzione, denominata "convergenza", sarà resa disponibile con la prossima versione 16.04 ed è già parzialmente funzionante.
Ubuntu Touch viene distribuito con 12 applicazioni preinstallate, tra cui: un lettore musicale, una galleria immagini, un calendario per la sincronizzazione degli appuntamenti, un lettore RSS ed alcune utility, tra cui una calcolatrice e persino un terminale. È possibile installare applicazioni di terze parti: a seguito dell'interruzione da parte di Canonical di tutti i servizi precedentemente offerti sulla piattaforma, UBports ha provveduto a pubblicare un aggiornamento del sistema che supporta uno store di applicazioni sostitutivo.
È possibile per gli sviluppatori di terze parti scrivere applicazioni nel linguaggio nativo QML o in HTML5. È stata inoltre annunciata l'intenzione di supportare nativamente le applicazioni Android, mediante un layer di compatibilità denominato Anbox.
La versione 15.04 è stata la versione 1.0 di Ubuntu Touch e la prima versione non beta.
Dopo che UBports ha preso in mano il progetto, il conteggio degli aggiornamenti Over-the-air (OTA) si è azzerato. Ogni OTA viene distribuito quando gli obiettivi che gli sono stati assegnati vengono completati, tutto questo può essere seguito sulla pagina di github.
Gli sviluppatori di UBPorts creano delle dirette su youtube Archiviato il 7 novembre 2017 in Internet Archive. più o meno ogni due settimane per parlare degli aggiornamenti riguardanti lo sviluppo dell'os, oltre a comunicare gli sviluppi futuri.

## Dispositivi attualmente supportati

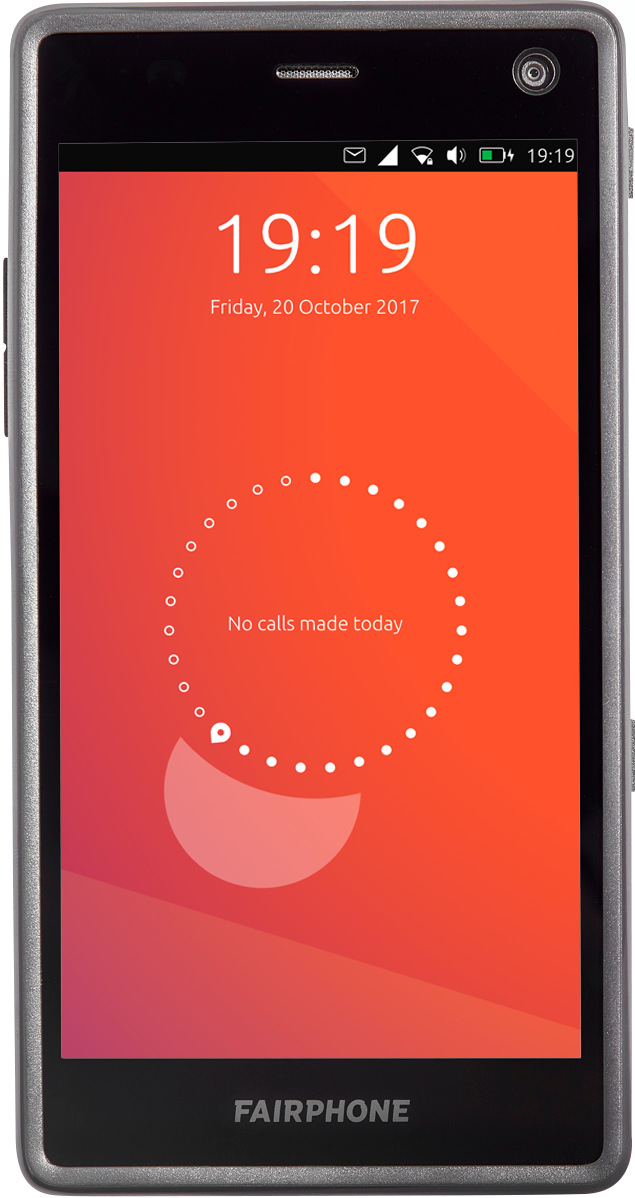
Ubuntu Touch su Fairphone 2

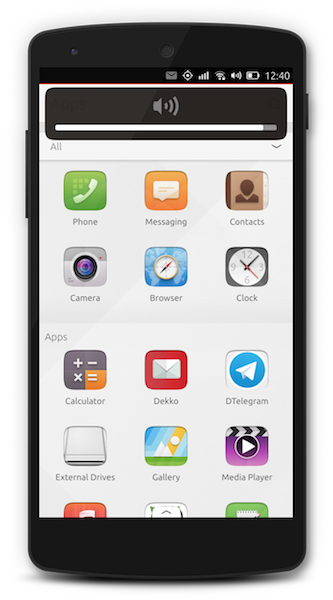
Ubuntu su Nexus 5

È in sviluppo l'utilizzo del layer di astrazione Halium per i futuri port sui dispositivi android, estendendo così il numero di dispositivi e, allo stesso tempo, limitando le risorse necessarie nella fase di porting divenendo questa comune ad altri progetti quali Plasma Mobile, Sailfish OS, PostmarketOS ecc.

I dispositivi attualmente supportati dalla comunità UBPorts sono:

### Smartphone
- OnePlus 3[21]
- Sony Xperia X[21]
- OnePlus One
- Fairphone 2
- Nexus 5
- Nexus 4
- PinePhone
- Meizu Pro 5
- Bq E5
- Bq E4.5
- Tutti gli smartphone attualmente funzionanti grazie alla GSI di Halium
- Alcuni dispositivi mobili di Xiaomi "Redmi"

### Tablet
- BQ M10 HD
- BQ M10 FHD

### Altri dispositivi
Il 21 settembre 2019, durante il Q&A 59, è stato mostrato Ubuntu Touch in esecuzione su un Raspberry Pi 3 e quindi il supporto dell'architettura ARM64 comune anche delle successive schede Raspberry, nonché al Pinephone, al Librem 5 e, potenzialmente, agli ultimi modelli di smartphone.

## Requisiti minimi per smartphone

### Versione senza modalità desktop convergence
- CPU: Cortex A9 Single-Core 1 GHz
- Memoria RAM: 512MB
- Spazio su disco: 4GB

### Versione con modalità desktop convergence
- CPU: Cortex A9 Quad-Core o Intel Atom
- Memoria RAM: 1GB
- Spazio su disco: 32GB

## Requisiti minimi per tablet

### Versione senza modalità desktop convergence
- CPU: Cortex A15 Dual-Core
- Memoria RAM (consigliata): 2GB
- Spazio su disco: 8GB
- Schermo: 7 pollici

### Versione con modalità desktop convergence
- CPU: Cortex A15 Quad-Core o Intel x86
- Memoria RAM (consigliata): 4GB
- Spazio su disco: 8GB
- Schermo: 10 pollici